# Desa Jambu (administrativ by i Indonesien, Jawa Tengah, lat -7,49, long 109,06)
Desa Jambu är en administrativ by i Indonesien.   Den ligger i provinsen Jawa Tengah, i den västra delen av landet, 280 km sydost om huvudstaden Jakarta.